# Geraldo Pino
Pour les articles homonymes, voir Pino (homonymie).
Geraldo Pino est un musicien nigérien d'origine sierra-léonaise considéré comme une influence majeure de la musique pop africaine et de l'afrobeat.

## Biographie
Selon les sources, Gerald Emeka Pine serait né soit à Enugu au Nigéria le 1er février 1934, soit à Freetown au Sierra Leone le 10 février 1939. Il grandit à Freetown au Sierra Leone dans une famille Sierra Leonaise, son père est avocat. Alors qu'il travaille dans une radio à Freetown, il fonde le groupe The Heartbeats en 1961,. Geraldo Pino & The Heartbeats jouent dans les Night clubs de Freetown, publient leurs premiers singles en 1963 sur leur propre label Pino Records label,. Les années suivantes, leur musique fortement influencée par la soul américaine et particulièrement par James Brown, rencontre un grand succès dans les pays de la région comme le Nigeria ou le Ghana. Une prestation du groupe à Lagos aura d'ailleurs une inffluence décisive sur la carrière du jeune Fela Kuti qui assiste au concert. En 1969 le groupe The Heartbeats se sépare, Geraldo Pino continue sa carrière avec d'autres musiciens et s'installe définitivement au Nigéria. Il publie des disques au cours des années 1970 et joue aux côtés de Manu Dibango, Jimmy Cliff ou Rufus Thomas. Bien qu'il rencontre toujours un certain succès, il est éclipsé par celui de l'afrobeat et de Fela Kuti. Après deux décennies d'oubli, la réédition en 2005 de deux de ses albums le fait connaitre par une nouvelle génération et lui permet de se produire à nouveau sur scène, notamment au Royaume-Uni,. Une compilation baptisée Heavy Heavy Heavy est aussi publiée cette même année,. Il décède à Port Harcourt au Nigéria le 9 ou le 10 novembre 2008,.